# Diecezja Arras
Diecezja Arras (nazwa oficjalna: Diecezja Arras (Boulogne e Saint-Omer); łac. Dioecesis Atrebatensis (-Bononiena-Audomarensis); fr. Diocèse d'Arras (Boulogne et Saint-Omer)) – jedna z 75 diecezji obrządku łacińskiego w Kościele katolickim we Francji w regionie Hauts-de-France ze stolicą w Arras. Ustanowiona diecezją w roku 499 bullą papieską przez Symmachusa, a pod obecną dłuższą (oficjalną) nazwą istnieje od 23 listopada 1853. Biskupstwo jest sufraganią archidiecezji Lille.

## Historia
Diecezję Arras erygowana została w roku 499 bullą papieską przez Symmachusa. 29 listopada 1801 została połączona z diecezjami Boulogne i Saint-Omer, co 23 listopada 1853 znalazło swój wyraz w nadaniu diecezji dłuższej (oficjalnej) nazwy. Przez kilkaset lat diecezja należała do metropolii Cambrai. 30 marca 2008 metropolia ta uległa likwidacji na mocy bulli papieskiej Benedykta XVI, zaś diecezja Arras została włączona w granice nowo powstałej metropolii Lille.
Główną świątynią diecezji jest Bazylika katedralna Najświętszej Marii Panny i św. Wedasta w Arras. Natomiast katedry dawnych diecezji w Boulogne-sur-Mer i Saint-Omer mają status bazylik mniejszych.
Pierwszym biskupem diecezji został ok. roku 500 św. Wedast. Jego następcami byli Dominicus i Vedulphus. Po śmierci tego ostatniego biskupstwo zostało przeniesione do diecezji Cambrai i dopiero 23 marca 1093 ponownie powróciło do Arras.

## Biskupi

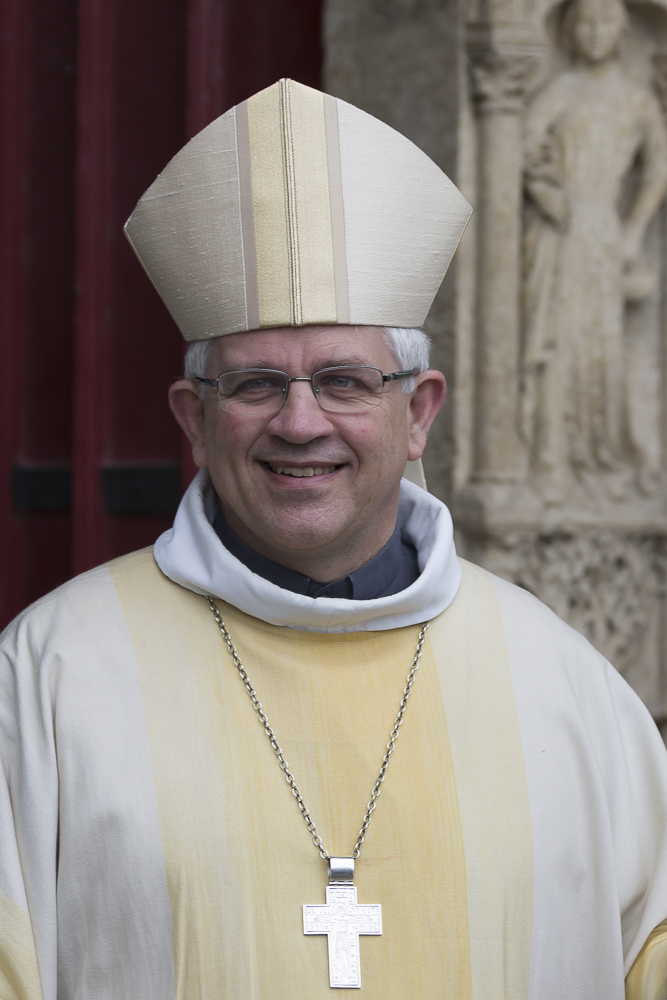
Olivier Leborgne – biskup diecezjalny

### Biskup diecezjalny
- bp Olivier Leborgne – ordynariusz od 2020

### Biskup senior
- bp Jean-Paul Jaeger – biskup diecezjalny w latach 1998–2020, senior od 2020

## Główne świątynie
- Bazylika katedralna Najświętszej Marii Panny i św. Wedasta w Arras
- Bazylika Notre-Dame w Boulogne
- Bazylika Notre-Dame w Saint-Omer

## Galeria

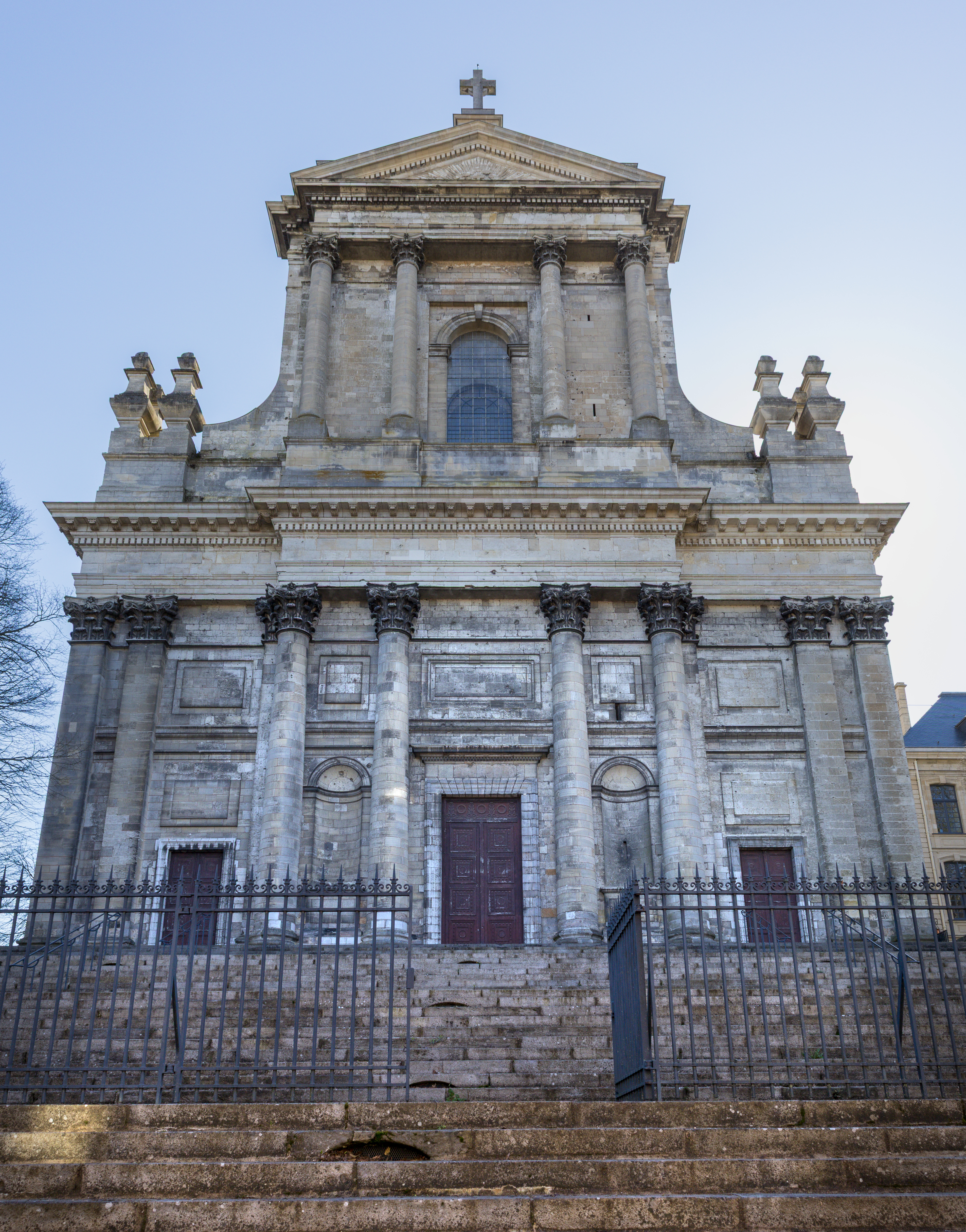
Bazylika katedralna Najświętszej Marii Panny i św. Wedasta w Arras
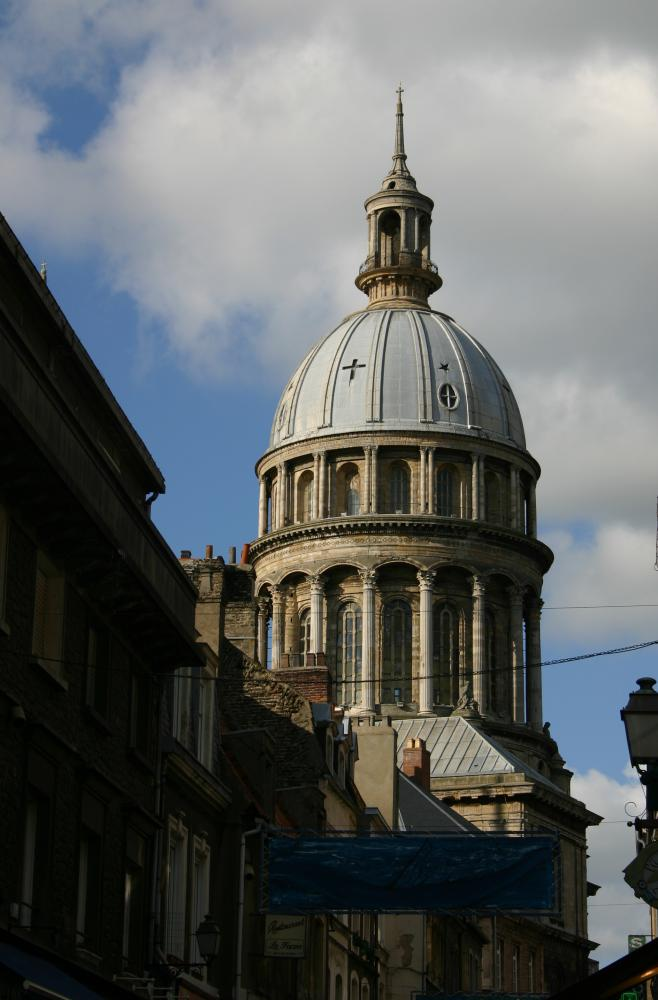
Bazylika Notre-Dame w Boulogne
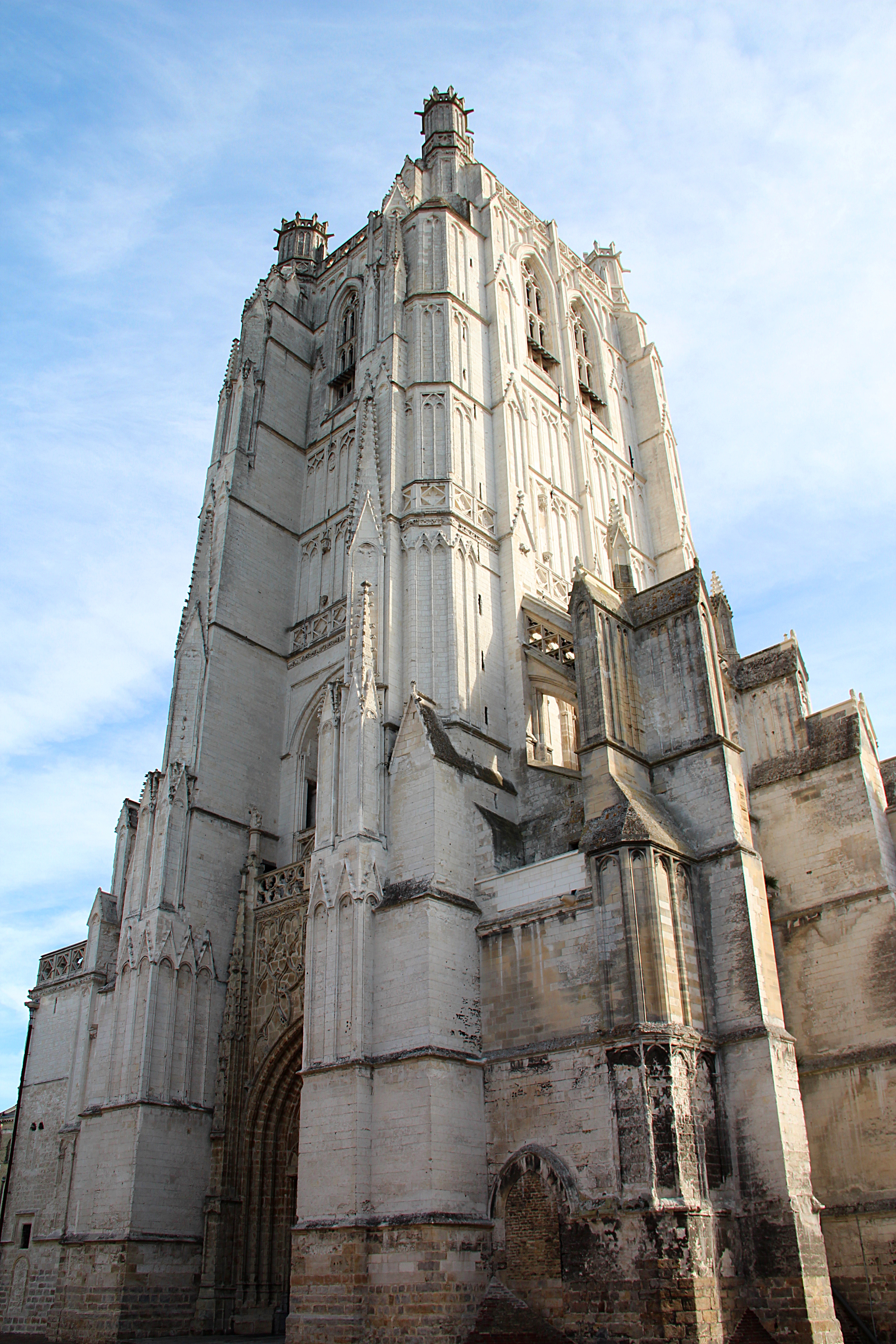
Bazylika Notre-Dame w Saint-Omer